# الكتيبة الخضراء
الكتيبة الخضراء كانت جماعة جهادية نشطت في الثورة السورية. وقد تم تشكيلها عام 2013 بواسطة محاربين سعوديين قدامى شاركوا في حرب العراق وحرب أفغانستان، وقاتلت المجموعة إلى جانب جبهة النصرة وتنظيم الدولة الإسلامية (داعش) ضد جيش النظام السوري. وقد ظلت مستقلة ونأت بنفسها عن النزاع بين داعش والجماعات الأخرى. وأعلنت الجماعة في 25 يوليو 2014 عن اندماجها مع جبهة أنصار الدين. زعمت الجماعة أنها أعلنت ولاءها لجيش المهاجرين والأنصار بحلول أكتوبر 2014.